# Cot Uteuen Tampu
Cot Uteuen Tampu är ett berg i Indonesien.   Det ligger i provinsen Aceh, i den västra delen av landet, 1 800 km nordväst om huvudstaden Jakarta. Toppen på Cot Uteuen Tampu är 307 meter över havet.
Terrängen runt Cot Uteuen Tampu är kuperad åt nordost, men åt sydväst är den platt. Havet är nära Cot Uteuen Tampu åt nordost.Runt Cot Uteuen Tampu är det tätbefolkat, med 257 invånare per kvadratkilometer. Närmaste större samhälle är Banda Aceh, 14,5 km väster om Cot Uteuen Tampu. Omgivningarna runt Cot Uteuen Tampu är en mosaik av jordbruksmark och naturlig växtlighet.